# William Willführ
William Willführ (* 22. August 1881 in Hannover; † 23. September 1964 in Goslar) war ein deutscher Politiker (CDU). Er war Abgeordneter im Landtag von Niedersachsen.

## Leben

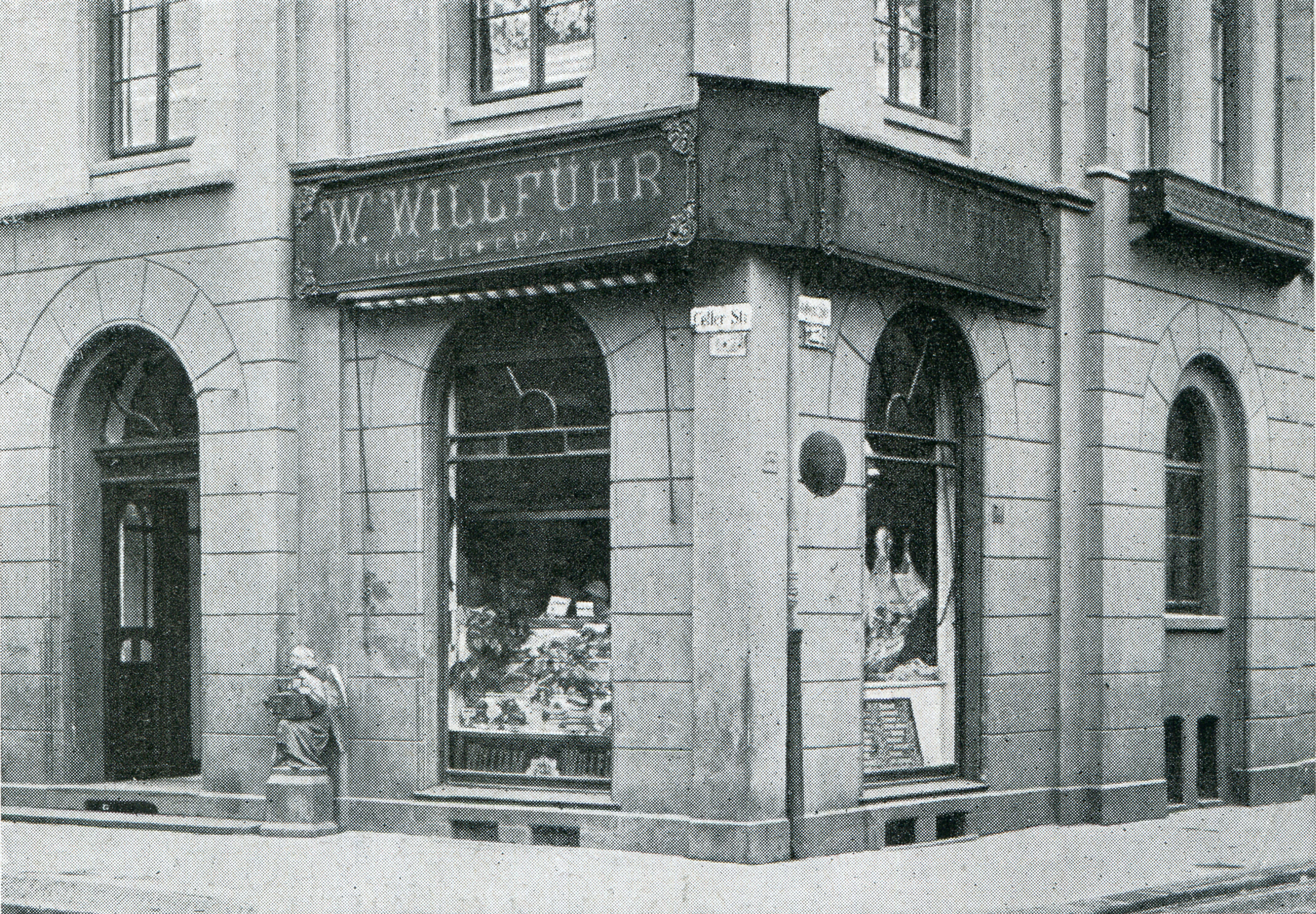
„W. Willführ, Hoflieferant“; Fleischerei unter der – damaligen – Adresse Sodenstraße 3 Ecke Celler Straße;
mit einem Bödeker-Engel am Eingang; um 1900

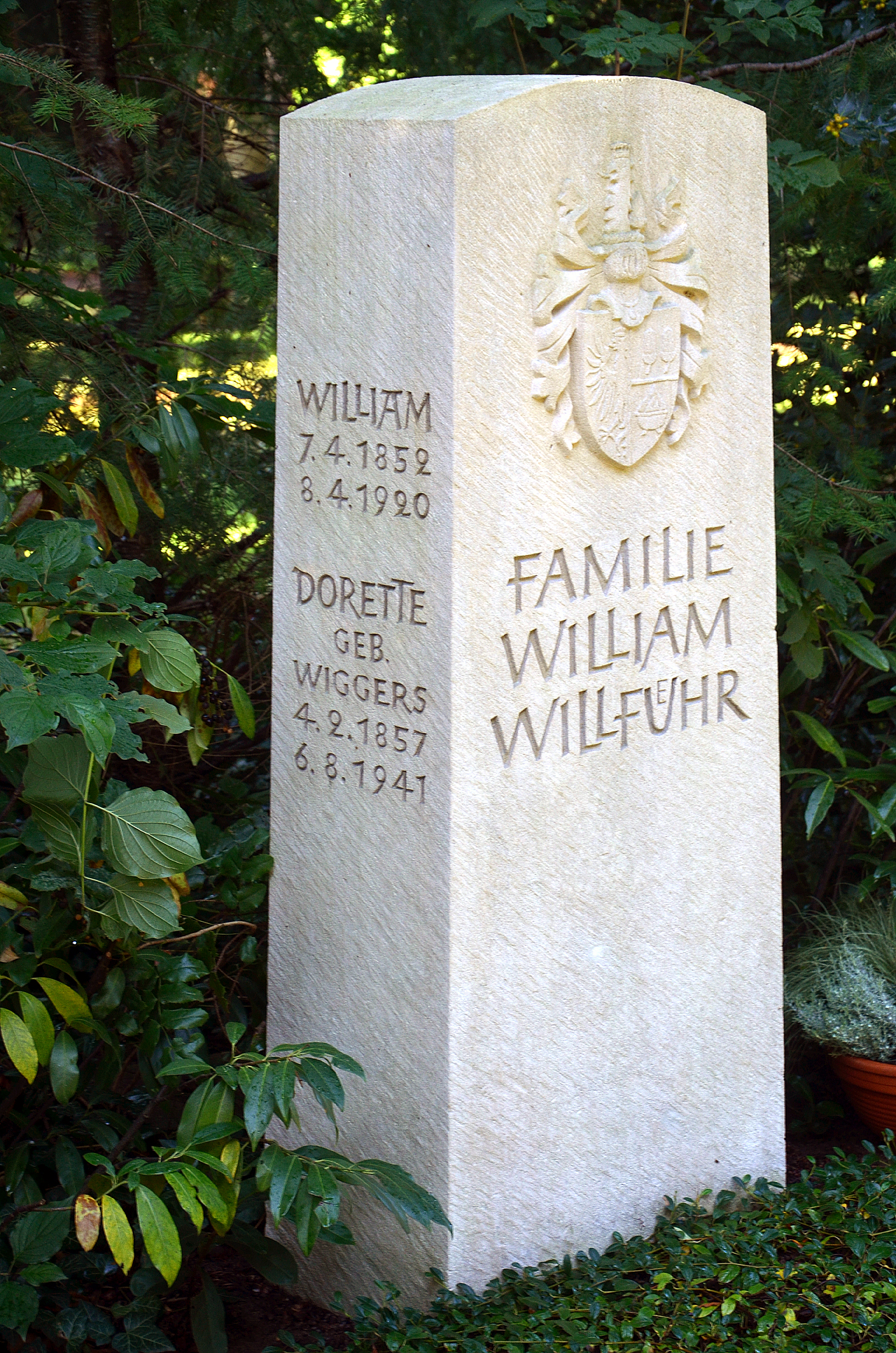
Familiengrabmal mit Wappen auf dem Stadtfriedhof Engesohde;
mit William Willführ senior (* 7. April 1852; † 8. April 1920) und Dorette, geborene Wiggers (* 4. Februar 1857; † 6. August 1941)

Willführ erreichte die Reifeprüfung an der Herschelschule in Hannover. Danach erlernte er das Fleischerhandwerk und begab sich auf die Gesellen- und Wanderjahre, die ihn in viele Städte des In- und Auslandes führten. 1915 übernahm er das väterliche Geschäft, das er zu einem bedeutsamen Betrieb der Branche ausbaute.
Am 1. April 1933 trat er in die NSDAP ein, spätestens 1937 war er aber wieder ausgetreten oder ausgeschlossen worden.
Während der Luftangriffe auf Hannover im Zweiten Weltkrieg wurde der Betrieb am 25. März 1945 samt seinem Wohngrundstück vollkommen zerstört.
In der Nachkriegszeit wurde Willführ wieder in seinem Beruf tätig und hatte auch zahlreiche Ämter in wirtschaftlichen Organisationen und Verbänden inne. Er war langjähriges Aufsichtsratsmitglied der Volksbank Hannover. Zudem war er Landesinnungsmeister des niedersächsischen und bremischen Fleischerhandwerks. Außerdem war er Mitglied im Rat der Stadt Hannover. In der dritten Wahlperiode war er von 1955 bis 1959 Mitglied des Niedersächsischen Landtages und dessen Alterspräsident.
Willführ war Inhaber des Bundesverdienstkreuzes Erster Klasse.